# Zang Dhok Palri Phodang

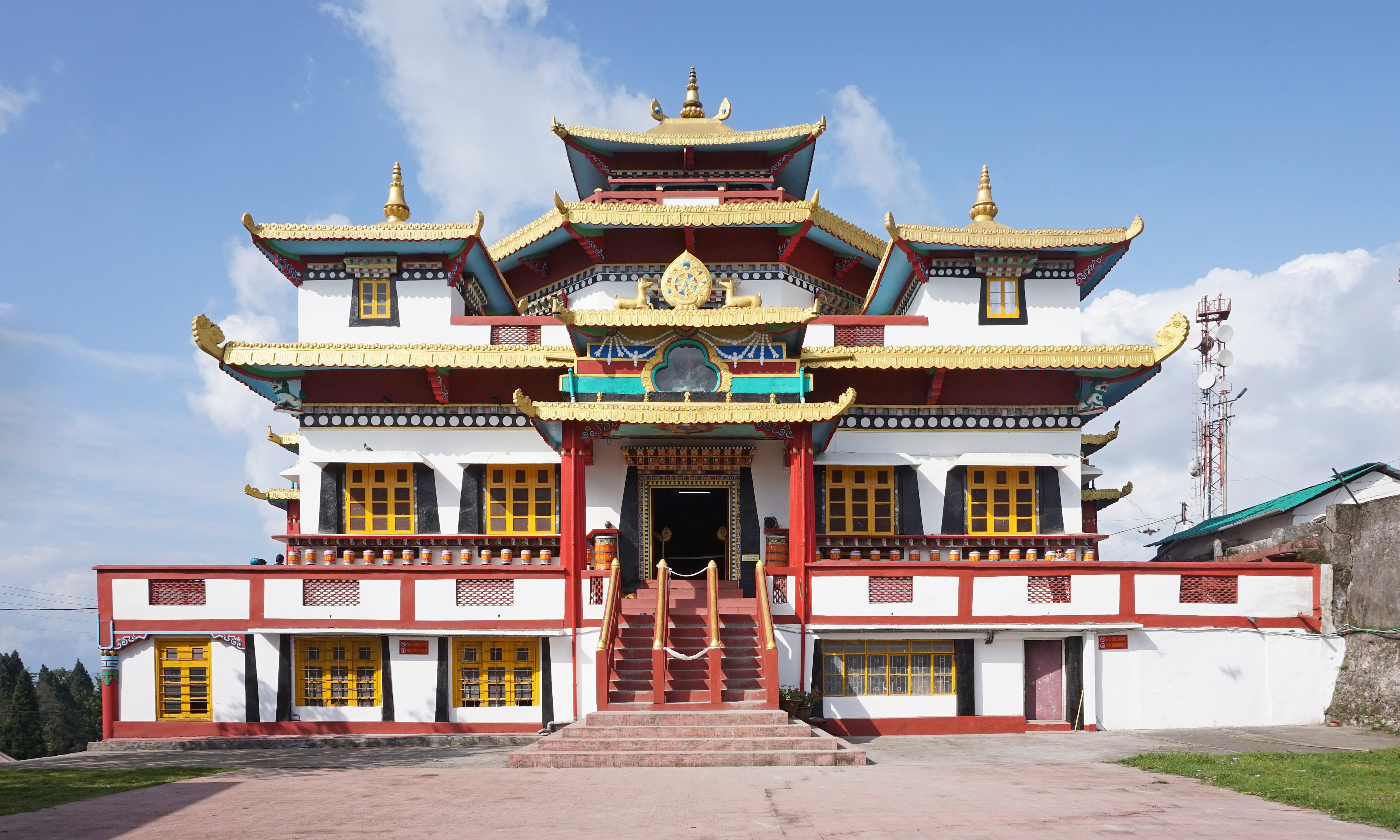
Zang Dhok Palri Phodong monastère de Kalimpong.

Le monastère Zang Dhok Palri Phodang est un monastère bouddhique de Kalimpong dans l'État indien du Bengale-Occidental.
Consacré lors d'une visite du dalaï-lama en 1976, il comporte des ouvrages rares, apportés en Inde du Tibet après le soulèvement tibétain de 1959. 